# Machine to Machine
Machine-to-Machine (M2M) (em português máquina a máquina) refere-se a tecnologias que permitem a comunicação (tanto sistemas com fio quanto sem fio) entre dispositivos que possuam a mesma habilidade. M2M usa um dispositivo (como um sensor ou medidor) para capturar um evento (como temperatura, nível de estoque, etc), que é enviado através de uma rede (sem fio, com fio ou híbrida) para uma aplicação (programa), que transforma o evento capturado em informação útil (por exemplo, itens que precisam ser rearmazenados). Isto é obtido com o uso da telemetria, a linguagem que as máquinas usam para comunicar entre si. Tal comunicação foi originalmente obtida com uma rede remota de equipamentos transmitindo informação de volta para um centralizador a fim de ser analisada, podendo ser posteriormente roteada para um sistema computacional, por exemplo um computador pessoal.
Entretanto, comunicações modernas M2M expandiram-se além da conexão ponto-a-ponto e mudaram para sistemas de rede que transmitem dados para equipamentos pessoais. A expansão das redes sem fio em todo o mundo tornou mais fácil o estabelecimento da comunicação M2M e reduziu a quantidade de energia e tempo necessários para transmitir informação entre equipamentos. Essas redes também abrem um leque de novas oportunidade de negócios e conectam os consumidores aos fabricantes em termos de disponibilidade de novos produtos.
Nos últimos anos, o SMS tornou-se um crescente e importante mecanismo de transmissão que representa um tipo de comunicação M2M, com a onipresença do GSM e o relativo baixo custo do SMS como vantagem. Preocupações surgiram em relação à confiabilidade do SMS como um canal M2M, entretanto o crescimento da SS7 direta conectou gateways de SMS, que pode oferecer melhor confiabilidade e também a habilidade de confirmar o recebimento, reduzindo as preocupações citadas anteriormente.